# Francesco Abbondio Castiglioni
Pour les articles homonymes, voir Castiglioni.
Francesco Abbondio Castiglioni (né le 1er février 1523 à Milan, Italie, alors capitale du duché de Milan et mort le 14 novembre 1568 à Rome) est un cardinal italien du XVIe siècle.
D'autres membres de la famille Castiglione sont le pape Célestin IV et les cardinaux Branda Castiglioni (1411), Giovanni Castiglione (1456) et Giovanni Castiglione (1801).

## Biographie
Francesco Abbondio Castiglioni étudie à l'université de Pavie. Il est clerc de Milan et abbé commendataire de S. Abbondio à Côme et abbé commendataire de l'abbaye d'Aquaefrigidae à Côme. En 1562 Castiglioni est nommé évêque de Bobbio et participe au concile de Trente en 1562-1563.
Il est créé cardinal par le pape Pie IV lors du consistoire du 12 mars 1565. Le cardinal Castiglioni participe au conclave de 1565-1566 (élection de Pie V).